# Hasta que el matrimonio nos separe
Hasta que el matrimonio nos separe (Un debate sobre la libertad de la pareja española) es una película estrenada el 11 de marzo de 1977, dirigida por Pedro Lazaga, con guion de José Luis Dibildos y Antonio Mingote, conforme a los planteamientos de la denominada «tercera vía» del cine español.
Para el crítico cinematográfico del diario ABC Pedro Crespo, se trata de «una película interesante, de agradable factura, bien fotografiada –con unos exteriores originales y adecuados–, que aborda con seriedad, pero sin barba, un tema importante para la sociedad española de hoy».
En el contexto de la situación política nacional de la segunda mitad de los 70, se estrenó un año después de la muerte de Franco, a tres meses vista de las elecciones generales de junio de 1977 y cuatro años antes de la aprobación de la Ley de Divorcio de 1981.
En cuanto a las «escenas de destape», propias de la última etapa de Lazaga (f. 1979), destacan los desnudos parciales de Ann (Roxanne Bach) y, sobre todo, Teresa (María Luisa San José), junto a los provocativos escotes de Marina (Sandra Mozarowsky).

## Argumento
Santander, diciembre de 1973. La película comienza en el momento en que Ann (Roxanne Bach), una estudiante norteamericana de Filología, mentalmente «liberada», le comunica a Miguel (José Sacristán), un ingeniero naval de treinta y cuatro años, único varón de una familia muy tradicional de Santander, que van a tener un hijo.
Agobiado por las circunstancias, le propone a la joven contraer matrimonio civil («Así, si algún día te cansas de mí, pues…»), a lo que accede. Para ello, Miguel debe solicitar al cura párroco que lo bautizó (Joaquín Roa) un «certificado de apostasía», lo que, según la funcionaria del Juzgado, supone que «ha decidido por su propia voluntad renunciar a la fe recibida en el Santo Bautismo, que abjura de Cristo Nuestro Señor, que ha dejado de ser católico, consciente de que así prescinde de los bienes sobrenaturales a que se hacen acreedores los cristianos en esta vida y en la otra».
Como ella también es católica, tiene que seguir los mismos pasos, aunque no comprende nada:

ANN. No entiendo nada, Miguel. ¿Qué tiene que ver "la Administración" con la vida privada de las personas? […] En ninguna parte del mundo me obligarían a renunciar a mi religión.

MIGUEL. Pero tú no te casas "en ninguna parte del mundo"…, te casas en España.

Pero, tras la ceremonia, Ann comienza a padecer la dolorosa sensación de «que el amor que se tenían ha naufragado en el mar de las especialísimas burocracias», por lo que decide volver a su país:

Afortunadamente, nuestro hijo nacerá en América, tendrá los problemas de su tiempo, de los que se entienden, de los que a veces se resuelven y a veces no, pero no tendrá problemas españoles.

A los pocos días, Miguel sufre un gravísimo accidente. Durante su estancia en el hospital (tras pedir públicamente volver al «seno de la Santa Madre Iglesia Católica, Apostólica y Romana»), contrae matrimonio in articulo mortis con Ann, quien, no obstante, regresa a Estados Unidos.
También allí, conoce a Teresa (María Luisa San José), una atractiva enfermera con la que pronto comienza a congeniar. Pero como está casado «por la Iglesia», necesita que, para contraer nuevas nupcias, sea el Tribunal de la Rota el que declare la nulidad de su primer matrimonio. En su lugar, es Ann la que la pide al Tribunal Eclesiástico de Brooklyn, quien, «por falta de madurez en el consentimiento», se la concede inmediatamente.
Pero, cuando todo parece estar solucionado, Teresa le dice rotundamente a Miguel que no habrá boda, que, aunque está separada legalmente y no ha vuelto a verlo nunca, sigue estando casada con un hombre con el que contrajo matrimonio cuando tenía 18 años…, que, por lo tanto, «Pued[e] ser [su] querida, nada más».
En la escena final, la pareja, que ha decidido, pues, casarse «a su manera», declaran solemnemente ante un típico crucero desde el que se ve el Cantábrico:

MIGUEL. Porque el matrimonio es amor entre un hombre y una mujer, yo, Miguel, ante Dios, declaro quererte a ti, Teresa, por esposa.

TERESA. Yo, Teresa, delante de Dios, declaro quererte a ti, Miguel, por esposo.
M. No nos esconderemos.
T. No mentiremos.
M. No transigiremos.

## Reparto
| - José Sacristán, Miguel Ruiz Trueba. - María Luisa San José, Teresa. - Roxanne Bach, Ann Evans. - Cristina Galbó, Mariuca. - Juan Luis Galiardo, Chus. - Mary Carrillo, doña María. - Emilio Gutiérrez Caba, Satur. - Silvia Tortosa, Gloria. - Antonio Casas, Diego Matallana Soto. - Sandra Mozarowsky, Martina. - Mónica Randall, Piluca Bustamante. | - Helga Liné. - Manuel Zarzo. - Josele Román. - Manuel Alexandre, Ramírez. - Joaquín Roa, don José. - José Ruiz Lifante. - Javier Loyola. - Manuel Torremocha. - William Layton. - Luis Ciges. - José Luis Heredia. | - Mary Leyva. - Alejandro Enciso. - Tomás Picó. - Carmen Robles. - Rafael Navarro. - Julio Jesús Parra, niño. - Carlos Parra, niño. - Enrique Gómez, niño. - Javier Palazuelos, niño. - Fermín Palazuelos, niño. |

## Hemerografía
- Crespo, Pedro (18 mar. 1977). «"Hasta que el matrimonio nos separe", de Pedro Lazaga». ABC. Crítica de cine (Madrid): 62-63.